# Резолюция Совета Безопасности ООН 1084
Резолюция Совета Безопасности Организации Объединённых Наций 1084 (код — S/RES/1084), принятая 27 ноября 1996 года, подтвердив все предыдущие резолюции по Западной Сахаре, Совет обсудил выполнение Плана урегулирования для Западной Сахары и продлил мандат Миссии ООН по проведению референдума в Западной Сахаре (МООНРЗС) до 31 мая 1997 года.
И Марокко, и Фронт ПОЛИСАРИО были привержены Плану урегулирования ООН. В рамках плана стороны должны были соблюдать режим прекращения огня и возобновить переговоры. Обе стороны также должны были иметь видение периода после предстоящего референдума. Было отмечено завершение сокращений Генеральным секретарем ООН Бутросом Бутросом-Гали некоторых аспектов МООНРЗС.
Совет Безопасности подтвердил свою приверженность проведению свободного и справедливого референдума о самоопределении народа Западной Сахары. Стороны продемонстрировали свою доброту, освободив заключенных и сотрудничая с Управлением Верховного комиссара ООН по делам беженцев в проведении гуманитарной работы. Генерального секретаря просили продолжить усилия по выходу из тупика в реализации плана ООН и доложить к 28 февраля 1997 года о ситуации, включая альтернативные шаги, которые могут быть предприняты в случае отсутствия прогресса. Всеобъемлющий доклад о выполнении настоящей резолюции было предложено представить к 9 мая 1997 года.